# Was für ein schöner Sonntag!
Der Roman Was für ein schöner Sonntag! von Jorge Semprún stellt die Erfahrungen des Autors im Konzentrationslager Buchenwald literarisch dar und reflektiert vor diesem Hintergrund die Entwicklung des Nationalsozialismus, den kommunistischen Widerstand und die totalitären Züge des Stalinismus. Das Werk erschien 1980 auf Französisch in Paris, die deutsche Übersetzung 1981.
1943 wurde Jorge Semprún als Mitglied der französischen Résistance und Mitglied der Kommunistischen Partei Spaniens von der Gestapo verhaftet und nach Folter und Verhör ins KZ Buchenwald transportiert. In seinem Roman Die große Reise (Paris 1963, dt. 1981) hat Semprún diesen Transport bereits eindrücklich geschildert. Mit der erneuten Reflexion der Ereignisse im KZ und der Nachkriegsjahre in Frankreich will er diese Themen vertiefen und seine politische Biographie nach der Abkehr vom Kommunismus aufarbeiten. Das Buch bietet Einblicke in die Verhältnisse im KZ Buchenwald sowie in Diskussionen und Politik von kommunistischen Parteien im damaligen Europa.

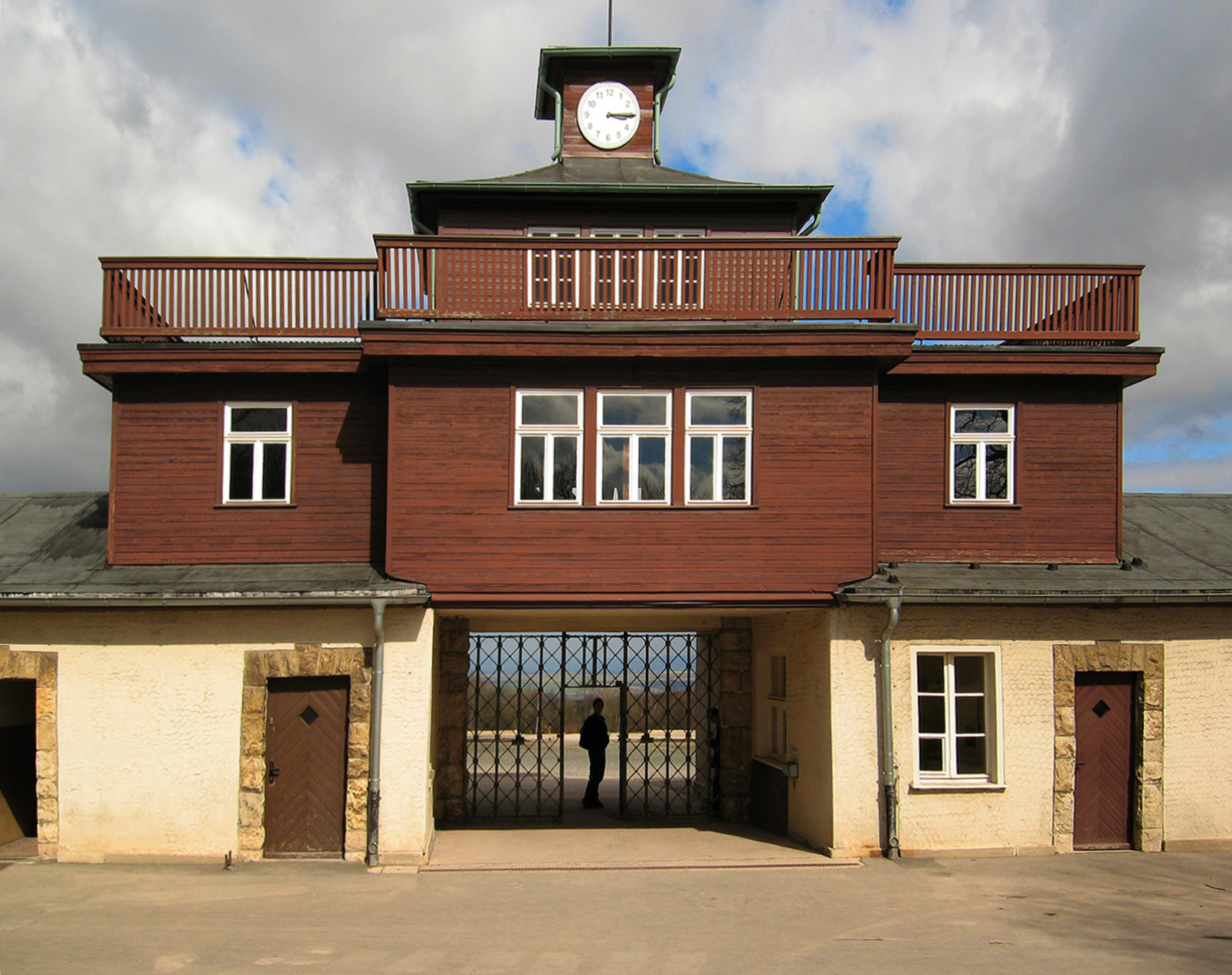
Torgebäude des KZs Buchenwald

Der Titel des Romans geht zurück auf die sarkastische Äußerung des Mithäftlings Fernand Barizon. In der Finsternis stehen die Häftlinge um 5 Uhr morgens im Schneetreiben beim Appell: „Was für ein schöner Sonntag!“
„Er hat das mit übertriebenem Gelächter gesagt, als sagte er ‚Merde!‘ Aber er hat nicht merde gesagt. Er hat gesagt ‚Was für ein schöner Sonntag, Kumpel!‘, auf Französisch, beim Anblick des schwarzen Himmels um fünf Uhr morgens.“
Die Appelle, das zum Teil stundenlange Stehen in eisiger Kälte, sind für Semprún ein zentrales Bild für die Lager, nicht nur für die KZs, auch für den GULAG, wie ihn Solschenizyn schildert. Es sind Momente des Ausgeliefertseins mit dem Blick auf Stacheldraht, Wachtürme und Bewacher, mit dem Wissen, dass es Menschen gibt, die in diesem Augenblick im Warmen sitzen. Es sind aber auch Momente der Kameradschaft, der heimlichen Solidarität der „Kumpel“, Momente für Träume von schönen Sonntagen der Vergangenheit.

## Inhalt

### Ein Dezembersonntag 1944 im Konzentrationslager Buchenwald
In der Eingangsszene wird ein Dezembersonntag im KZ Buchenwald im Jahr 1944 geschildert. Rauch steht über dem Krematorium. Der Ich-Erzähler, alias Häftling 44904 alias Gerárd alias Jorge Semprún hat auf dem Ettersberg verbotenerweise den Weg verlassen, um einen verschneiten Baum zu bewundern. Als SS-Unteroffizier Kurt Kraus ihn dabei ertappt, scheint sein Leben verwirkt. Semprún weiß, anders als sein Bewacher, dass dort auf dem Ettersberg ein Treffpunkt der intellektuellen Elite Weimars war. Eckermann hat Goethes Wanderungen dorthin dokumentiert und immer wieder erinnert Semprún an diese Gespräche, vor deren Hintergrund die Gründung des KZs im Jahre 1937 doppelt monströs erscheint. Einer der Häftlinge, der frühere französische Ministerpräsident Léon Blum, hatte lange zuvor die „Nouvelles Conversations de Goethe avec Eckermann“ geschrieben. Auch in seinem Roman lässt Semprún Goethe auftreten und das KZ besichtigen und übernimmt dabei die Rolle Eckermanns. Dabei lässt sein Goethe wirkliches Verständnis vermissen, ergeht sich in konservativen Sentenzen.

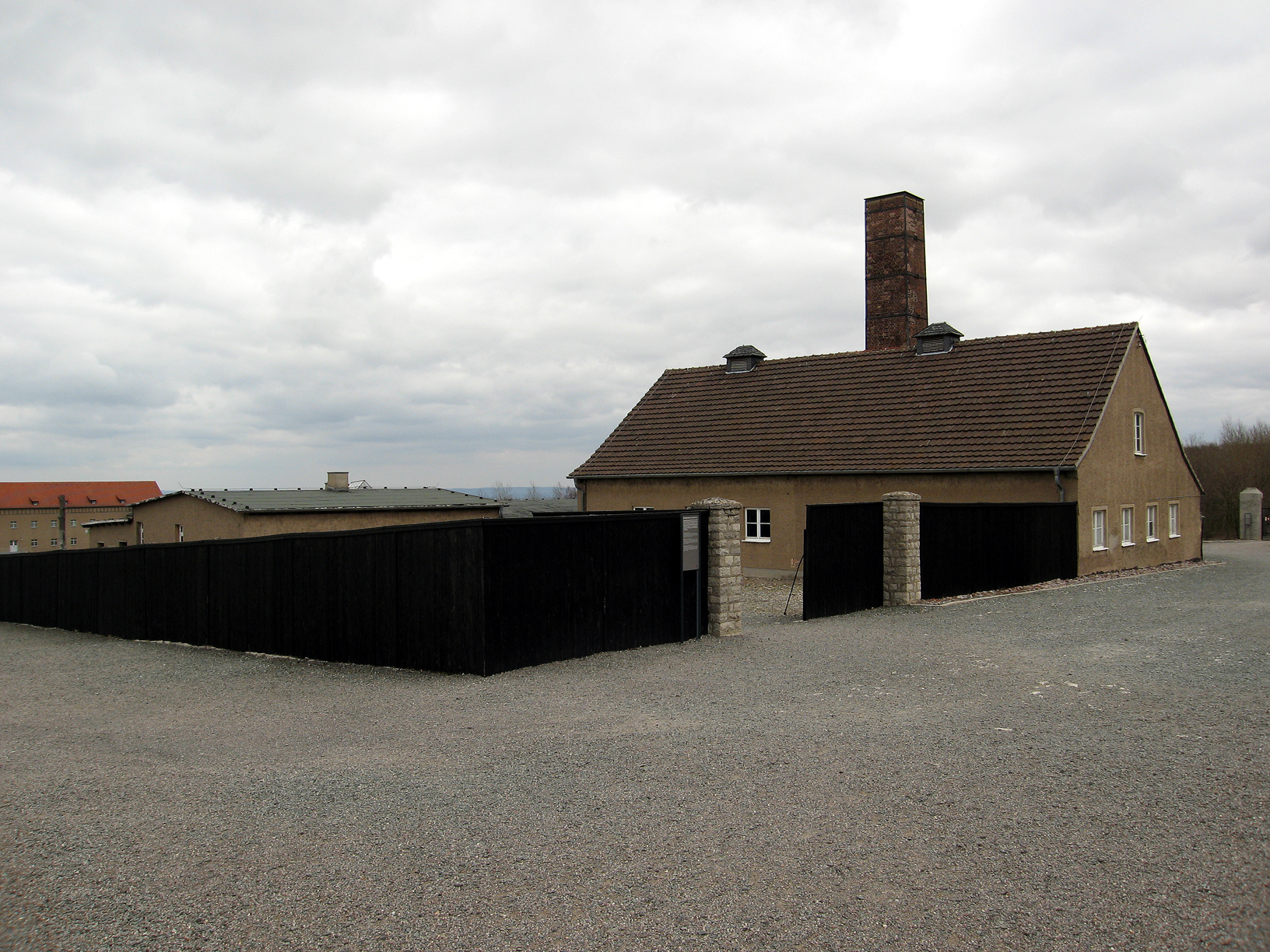
Das Krematorium des KZs Buchenwald

Als Sohn einer bürgerlichen spanischen Familie kennt Semprún die deutsche Kultur genau, deutlich genauer als seine Bewacher. Eine der Reflexionsebenen des Romans ist daher die Konfrontation der großen Weimarer Klassik mit der Realität des Konzentrationslagers. Hier ist Goethe gewandert, ins Gespräch vertieft mit Eckermann. Wie war das möglich, die völlige Verrohung in Weimar angesichts der Geschichte der Stadt? Mitten im Lager steht der verkohlte Goethe-Baum, ein Mahnmal für die im Faschismus untergegangene deutsche Kultur.
„Denn obwohl die SS-Männer ihn bei der Errichtung von Buchenwald verschont hatten, hatte eine amerikanische Phosphorbombe ihn bei dem Luftangriff 1944 in Brand gesteckt. In die Rinde dieses Baumes sollen Goethe und Eckermann ihre Initialen eingeritzt haben.“ (Kapitel „DREI“)
Doch zurück zum Sonntag im Dezember 1944: Der SS-Mann führt den Häftling 44904 zurück ins Lager, wo Hauptsturmführer Schwartz die Sache in die Hand nimmt. Der zeigt sich beeindruckt von Semprúns Goethe-Kenntnissen und seinem Interesse am Goethe-Baum, siezt unwillkürlich den todgeweihten Häftling und – lässt ihn laufen.
Semprún schildert im Weiteren den Alltag in der Arbeitsstatistik. Hier werden von Häftlingen im Auftrag der SS die Arbeit in der lagernahen Industrie und Transporte organisiert. Die Häftlinge, vorwiegend deutsche Kommunisten, die seit langem im Lager sind, erhalten Spielräume, Entscheidungen zu treffen: Wer wird im rettenden Hauptlager gehalten, wer muss auf einen gefährlichen Transport?

### Die illegale Lagerleitung
Reflektiert wird auch die Macht der kommunistischen Kapos im KZ Buchenwald. Systematisch hatten die Kommunisten sich organisiert, schrittweise und gewaltsam die kriminellen Kapos ausgeschaltet und begonnen, sich für die SS unentbehrlich zu machen, indem sie die Verwaltung der Arbeit im Lager organisierte. Es ist die Mentalität der SS in Buchenwald, die 1944 von der Angst beherrscht wird, doch noch an die Front zu müssen, wenn das Lager wirtschaftlich nicht funktioniert; die Selbstverwaltung des Lagers erweist sich in diesem Sinne als erfolgreich und arbeitssparend.

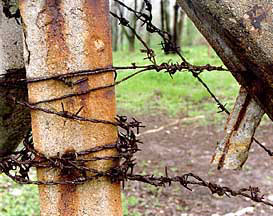
Reste des Lagerzaunes 1999

Semprún konnte als einziger spanischer Kommunist im Lager gut Deutsch – durch die deutschen Gouvernanten seiner Kindheit – und wurde deshalb von der Partei in der Arbeitsstatistik untergebracht. Willi Seifert heißt der kommunistische Häftling, der die Arbeitsstatistik leitet und es wagt, sich im Interesse der Häftlinge mit der SS anzulegen, Herbert Weidlich sein Assistent. Bei allem Respekt für die Leistung der illegalen Parteiarbeit reflektiert Semprún aber die zentrale moralische Frage: War es gerechtfertigt, für die Rettung eines Parteigenossen einen anderen Häftling einem der tödlichen Kommandos zuzuteilen? Semprún begegnet Weidlich und Seifert später im kommunistischen Ostberlin, ersterer Kommissar der Kriminalpolizei, letzterer Generalmajor der Volkspolizei. Semprún sieht die Karriere Seiferts als Fortsetzung der Zwangswelt des Lagers, in die er mit 15 Jahren durch die erste Verhaftung eingetreten war, betrogen um alle sexuellen Erfahrungen, um seine Jugend.
„Kurz nach der Entlassung aus Buchenwald war er in die von den Russen in ihrer Besatzungszone aufgebaute Polizei eingetreten. Er war in der gleichen Welt des Zwangs geblieben. … Nun mußte man aber, um in Ostberlin unter Ulbrichts Zuchtrute und der russischen Geheimdienste Karriere zu machen, erst recht inmitten der Intrigen, Komplotte und Säuberungsaktionen in der letzten Periode des Stalinismus und dann der Winkelzüge der bürokratischen Entstalinisierung wirklich zu allem bereit sein, zu all den faulen Kompromissen, um auf der Seite des Stärkeren zu bleiben, um nicht in einer jähen Kurve vom Wagen zu fallen.“ (Kapitel „EINS“)
Über den Karrieren all der ehemaligen kommunistischen Lagerinsassen im Machtbereich des Warschauer Pakts hing bis in die 1950er Jahre das Damoklesschwert der stalinistischen „Säuberungen“, was Semprún angesichts der Schauprozesse gegen Josef Frank und Rudolf Slánský 1952 in Prag dokumentiert. Semprún kannte Frank als Kameraden in der Arbeitsstatistik in Buchenwald, später avancierte der Tscheche zum stellvertretenden Generalsekretär der tschechischen KP. Semprún zitiert das erzwungene Geständnis Franks, das im Slánský-Prozess zum Todesurteil führt, und Frank nennt den Namen eines „Mittäters“, den Willi Seiferts, womit der nächste Schauprozess vorbereitet werden könnte. Der Tod Stalins hat weitere Verfolgung verhindert, Niethammer hat Karrieren ehemaliger Buchenwaldhäftlinge in der DDR und die Machtkämpfe innerhalb der SED dokumentiert (s. Literaturangaben).
Die Fortsetzung der Verfolgung der in Buchenwald inhaftierten Russen durch Stalin ist eins der dunkelsten Kapitel in der Geschichte des Kommunismus. Semprún erlebt diese Ereignisse als „Totentanz“ der russischen Revolution. Die Stalinisten begegneten den KZ-Häftlingen mit äußerstem Misstrauen, zu lange waren diese „außerhalb der brüderlichen Reichweite der Sowjetmacht“ (Kapitel „ZWEI“). Die Doktrin, der Sowjetsoldat müsse kämpfen bis zum Tode, setzt sie zudem in die Rolle des Deserteurs.
Nach dem Krieg versucht Semprún die Vorgänge im KZ zu verdrängen. In einer Bar gerät er jedoch in eine Diskussion mit führenden Phänomenologen, darunter der Philosoph Maurice Merleau-Ponty. Diskutiert wird über die Frage der Verantwortung der Häftlinge, die in den Lagern über Leben und Tod zu entscheiden hatten. Semprún ergreift hier klar Partei für den Widerstand im Lager: Unter den extremen Bedingungen in Buchenwald hält er es für richtig, einen Genossen zu retten und dafür einen Spitzel auf den bedrohlichen Transport zu schicken. Der Ausgangspunkt jedes Widerstands in den Lagern, so argumentiert Semprún im Anschluss an Solschenizyn, sei die physische Vernichtung der Spitzel. Merleau Ponty antwortet mit einem Zitat von André Malraux:
„Es gibt gerechte Kriege, es gibt keine gerechten Armeen!“
Semprún hat das Zitat und die Frage der Moral in einem Gespräch mit Barizon bereits diskutiert, im KZ Buchenwald. Auch bei der Rechtfertigung der Machtstrategie des Widerstandes bleibt die individuelle Frage der Moral. Hat man im entscheidenden Moment Mut? Nutzt man die errungene Macht menschlich oder lässt man sich korrumpieren?

### Die Hierarchie der Häftlinge
Semprún reflektiert die Frage der Moral auch anhand der Hierarchie der Häftlinge. Da sind zunächst einmal die Reichsdeutschen, die seit langem im KZ sind, in Buchenwald mit der kommunistischen Führung an der Spitze, sie haben sich Privilegien erobert, die sie mit niemandem teilen. Im Wahnsinn des KZs haben sie überlebt, ihre engsten Freunde sind im Krematorium geendet, einige der Überlebenden sind darüber eiskalt geworden, nahe am Wahnsinn. Sie haben das Privileg, das Lagerbordell aufzusuchen, organisieren sich einsame Fressorgien. Darunter stehen die Europäer, es folgen die Russen und an unterster Stufe die rassistisch Verfolgten, vor allem die Juden.
Semprún verdichtet die daraus entstehenden Konflikte in einer eindrücklichen Szene. Gegen Ende des Krieges treffen Transporte ein aus den Lagern des Ostens, die Arbeitsstatistik hat eine Idee entwickelt, wenigstens einigen dieser Menschen das Leben zu retten. Sie wollen nach Facharbeitern suchen und diese sollen im Lager verbleiben. Dadurch gerät der Widerstand in der Arbeitsstatistik in die prekäre Situation, eine Selektion durchführen zu müssen.
Es kommt zu einer gespenstischen Szene: Eine Gruppe von 15 Juden aus einem der Transporte, mehr tot als lebendig, schlägt vor den Häftlingen der Statistik die Hacken zusammen und zeigt den Hitlergruß. Einer der Juden erzählt die absurde Geschichte des Transportes. Die SS hatte die Bewachung des Lagers bei Tschenstochau bereits aufgegeben, aber auf der Flucht vor den gefürchteten Russen gerieten sie wieder in deutsche Gefangenschaft. Semprún entscheidet sich, zwei hoffnungslos Ermattete auf einen der Transporte zu schicken, und rettet einen jüngeren Mann, indem er ihn als Elektriker einträgt. Es ist die bedrückende Begegnung mit diesen Menschen, die sich nicht mehr gegen die zugeschriebene Identität wehren können, die keinerlei Selbstachtung und Kraft zum Widerstand haben, die Semprún nicht vergessen kann.

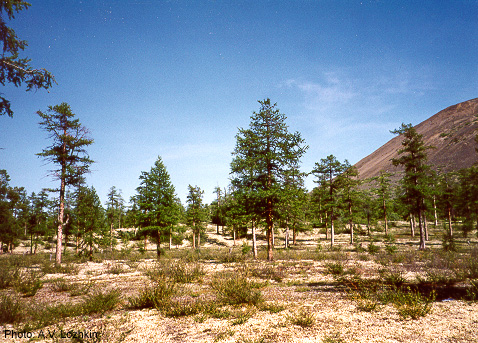
Landschaft in der Region Kolyma, arktisches Sibirien

### Auseinandersetzung mit dem Stalinismus
Ein zentrales Motiv des Romans ist Semprúns Abgrenzung von der Kommunistischen Partei. Er schildert seine Vergangenheit in der Organisation, seine Version des Slogans: „Die Partei hat immer recht!“ Bei allen Zweifeln rechtfertigte der treue Parteisoldat „dialektisch“ jeden Winkelzug der Führung, sei es der Kampf gegen die Sozialdemokratie, gegen Anarchisten und bürgerliche Linke mitten im aufkommenden Faschismus der 30er Jahre – bis zum eigenen Parteiausschluss. Er schildert den Verrat Stalins an den eigenen Genossen im KZ in der Zeit des Deutsch-sowjetischen Nichtangriffspaktes 1939, den Verrat an den griechischen Kommunisten am Ende des Zweiten Weltkriegs, die Schauprozesse bis in die 1950er Jahre.
Es ist die Vernichtung der eigenen kritischen Vernunft, die den Parteisoldaten befähigt, auch alte Kampfgefährten augenblicklich zu verurteilen, wenn die Partei es dekretiert:
„Wir sagten, daß es besser sei, sich mit der Partei zu irren, als außerhalb von ihr oder gegen sie recht zu haben. Denn die Partei verkörpere die globale Wahrheit, die historische Vernunft.“ (Kapitel „ZWEI“)
Erst 1963 erkennt Semprún seinen Irrtum; sein Blick öffnet sich auf die Geschichte des GULAG, als er am Bahnhof Gare de Lyon Schneeflocken im Scheinwerferlicht tanzen sieht und sich in das Lager zurückversetzt fühlt. Aber es gelingt ihm nicht, dieses Gefühl als Erinnerung an Buchenwald einzuordnen, und er muss feststellen, dass er eher an Solschenizyns Ein Tag im Leben des Iwan Denissowitsch erinnert wird. Dies wird zum Ausgangspunkt eines Vergleiches zwischen nationalsozialistischen und stalinistischen Lagern.
Er liest 1969 in London Warlam Schalamows Buch „Kolyma - Insel im Archipel“. Angesichts der Realität der sowjetischen Lager entdeckt er, „daß der Mythos des neuen Menschen einer der blutigsten in der blutrünstigsten Geschichte der historischen Mythen war“ (Kapitel „DREI“). Wie in Semprúns Erinnerungen an das KZ Buchenwald schildert Schalamow das Bild der Schneeflocken im Licht der Scheinwerfer.
Es ist die „gemeinsame Essenz der Terrorsystem der Nazis und der Sowjets“ (Kapitel „DREI“), „die tiefe Identität zwischen den beiden Systemen“ (ebd.), die Semprún beschäftigt, der Terror der 'Erziehung zur Arbeit'. Fast wortgleich, so weist Semprún nach, rechtfertigen Dserschinski und Hitlers Innenminister das System der Lager, erklingt auf beiden Seiten das Lob des Repressionssystems. Semprún sieht das wahre Mausoleum der russischen Revolution nicht am Roten Platz in Moskau, sondern in den Gräbern der Opfer des GULAG im ewigen Eis Sibiriens.
Die Lager, das KZ wie der GULAG, erscheinen Semprún als „recht getreuer Spiegel der jeweiligen Gesellschaft“ (Kapitel „SIEBEN“).

## Erzähltechnik
Semprún wollte den Stoff des Romans, die Sonntage in Buchenwald, ursprünglich als Theaterstück aufarbeiten. Um 1950 begann er mit der Schreibarbeit, dargestellt werden sollte die Geschichte eines Denunzianten, seine Entdeckung und Vernichtung (vgl. Kapitel „VIER“), das Projekt wurde jedoch nicht vollendet.
Der Roman ist ein Dokument der Erinnerungsarbeit. Dabei vermischt Semprún Episoden aus verschiedenen Zeitebenen. Angesichts des Ausspruchs vom „schönen Sonntag“ erinnert er sich aus der Perspektive des Lagerhäftlings an die Sonntage der Jugend, schildert die Träume des Mithäftlings Barizon von glücklichen Tagen an der Marne. Die Erinnerung an die roten Kapos in Buchenwald mischt sich mit Gedanken an spätere Begegnungen in der DDR oder an die Arbeit in der illegalen KP Spaniens. Im Hintergrund aller Erinnerungsfetzen entwickelt Semprún weitgehend chronologisch die Geschichte des Dezembertages in Buchenwald. Dieser rote Faden des einzelnen Tages erhält die Spannung, ordnet das Material.
Trotz der durchgehenden Ich-Form sind es verschiedene Perspektiven, die Semprún einnimmt, wenn auch die Perspektive des Häftlings ein zentraler Blickwinkel ist. Aber immer wieder schaffen andere Sichtweisen Distanz zu den Ereignissen, der Blickwinkel des Kommunisten in der illegalen Arbeit nach dem Krieg, der Blick des Sohnes reicher Eltern vor allen Verwicklungen, die distanzierte Sicht des Ausgeschlossenen aus der Kommunistischen Partei, der kritisch eigne Haltungen und die Arbeit der Partei überdenkt.
Ein anderes Element sind Zitate aus der europäischen Kulturgeschichte, besonders aus der Weimarer Klassik und der deutschen Philosophie, die er mit der Sprache der Nationalsozialisten und ihrer Opfer kontrastiert. Das Deutsche erscheint aber auch als Sprache der Lager, als Instrument des NS-Terrors. Dennoch ist es auch die lingua franca der Häftlinge, bleibt Verständigungsmittel. Die guten Deutschkenntnisse retten dem Widerstandskämpfer das Leben, weil der deutsche Offizier aufgrund der Sprachkenntnisse auf die Durchsuchung des Koffers voller Sten-Guns verzichtet, ebenso im Lager nach dem Abweichen von der Straße.
Stilistisch dominiert der Erzählbericht, unterbrochen durch kurze Momente szenischen Erzählens, durch kleine Dialoge oder einzelne Zitate. Winterliche Natur und die winterlich erstarrte Umgebung des Ettersberges werden zur Metapher für die historische Situation, in der aber zugleich dialektisch der nahende Frühling aufgehoben ist.
Weiterhin dokumentiert der Roman mit provozierender Offenheit historische Entwicklungen und biographische Details aus der Geschichte der Kommunistischen Parteien Europas. Diese Offenheit, von den früheren Mitstreitern sicherlich als Verrat empfunden, eröffnet zum Erscheinungsdatum des Romans neue Blicke ins Innenleben einer mächtigen politischen Bewegung.
Semprún thematisiert seine langjährige Hemmung, sich überhaupt mit der Zeit in Buchenwald auseinanderzusetzen, davon zu erzählen, darüber zu schreiben, im Roman selbst. Dabei geht es nicht nur um den elitären Zug eines ästhetisierten Berichts über die Ereignisse, die Unzuverlässigkeit des Gedächtnisses, das unweigerlich Erinnerungen aus verschiedenen Lebensphasen mischt.
„Was erzähle ich im Grunde? Von einem Dezembersonntag 1944 in Buchenwald, während die britischen Truppen den kommunistischen griechischen Widerstand unter dem gelblichen und gefühllosen Blick Stalins zermalmen? Oder von jenem Reisetag 1960 mit Barizon, an dem ich mit allem, was er in meinem Gedächtnis hervorrufen kann, von Paris nach Nantua und von Nantua nach Prag gefahren bin?“ (Kapitel „ZWEI“)
Semprún rechtfertigt seine literarische Erinnerungsarbeit als einzige Möglichkeit, das Erlebte mitteilbar und damit wirklich werden zu lassen.
„Aber kann man irgendeine Erfahrung verarbeiten, ohne sie sprachlich mehr oder weniger zu meistern? Das heißt, die Geschichte, die Geschichten, die Erzählungen, die Erinnerungen, die Zeugnisse: das Leben? Der Text, ja die Textur, das Gewebe des Lebens?“ (ebd.)
Dennoch bleiben die Zweifel. Schreibt man nicht immer aus der Perspektive des Überlebenden? Ist das angemessen angesichts des tausendfachen Todes in den Lagern? In seinen dunklen Stunden erlebt der Erzähler die Erinnerungsarbeit als Aufzeichnungen eines Toten, eines 20-jährigen Häftlings, der in Buchenwald gestorben ist.
Es gibt zahlreiche Bücher über Buchenwald und andere Konzentrationslager, aus wissenschaftlicher oder literarischer Perspektive, aus der Sicht der Opfer oder aus der Distanz nüchterner Analysen.
Semprún ist aber wohl der einzige Autor, der sehr reflektiert über das Verhältnis der roten Kapos zu den übrigen Häftlingen berichtet. Für ihn sind sie keine heroischen Widerstandskämpfer, sondern Männer, die zu Macht kamen und diese dann ausnutzen und die dennoch vielen geholfen haben. Das macht dieses Werk zu einer wichtigen historischen Quelle.
Semprúns politische Geschichte des Lagers und seiner Insassen verarbeitet zunächst nur eine Facette möglicher Erlebens- und Darstellungsweisen, wesentlich die der politisch bewussten Gegner des NS-Regimes. Die politische Perspektive in ihrer rückhaltlosen Ehrlichkeit findet ihre Stärke da, wo sie Handlungsmöglichkeiten aufzeigt, Wege des Widerstandes trotz aller Irrtümer und Fehler.

## Rezensionen und Kommentare
Die Diskussion um Semprúns Werk greift vor allem die scharfe Kritik des Romans an der Blindheit der Linken für die Verbrechen des Stalinismus auf. Ulrike Ackermann schreibt in der TAZ:

„‚Die Nazilager waren kein Zerrbild der kapitalistischen Gesellschaft, sie waren ein recht getreuer Spiegel der stalinistischen Gesellschaft‘, schrieb Jorge Semprún 1980 in ‚Was für ein schöner Sonntag‘, seiner autobiographischen Auseinandersetzung mit Buchenwald. Anlässlich des deutschen Historikerstreits 1986 hielt er der deutschen Linken - in Abwandlung des berühmten Horkheimer-Satzes ‚wer vom Faschismus redet, darf vom Kapitalismus nicht schweigen‘ - entgegen: ‚Wer vom Stalinismus nicht reden will, der sollte vom Faschismus schweigen.‘ Semprún attackierte damit einen weitreichenden Konsens der Linken: nämlich mit dem beschwörenden Rekurs auf die Einmaligkeit von Auschwitz jeglichen Versuch zu unterbinden, Nationalsozialismus und Stalinismus, rechten und linken Totalitarismus zu vergleichen.“

Lutz Niethammer stellt die Leistung Semprúns heraus, der gegen die einseitige Heroisierung des kommunistischen Widerstandes in der DDR den Blick auf die Vielschichtigkeit der Situation in Buchenwald eröffnet habe:

„Was dieses Buch so glaubwürdig macht, ist seine durch viele Gedächtnisschichten hindurch wiedergewonnene Komplexität der Wahrnehmung. Bei welchen anderen kommunistischen Häftlingen könnte man einen Satz finden wie: ‚Und immerhin war Buchenwald ohne Zarah Leander nicht wirklich Buchenwald‘ (S.53)? Für den Historiker ist sein Buch auch insofern nützlich, als er die Lagerkonstellationen (z.B. die Arbeitsstatistik) mit Klarnamen beschreibt.“

## Ausgaben
Jorge Semprún, Was für ein schöner Sonntag!, Paris, 1980 (Quel beau dimanche!), dt. 1981, ISBN 3-937793-16-X

## Weiterführende Literatur
- Eugen Kogon, Der SS-Staat. Das System der deutschen Konzentrationslager, München 1998, ISBN 3-453-02978-X
- Lutz Niethammer (Hg.), Der gesäuberte Antifaschismus, Die SED und die roten Kapos von Buchenwald, Dokumente, Berlin 1994, ISBN 3-05-002647-2
- Horst Schuh (Hg.), Buchenwald und der deutsche Antifaschismus, Brühl 1997, ISBN 3-930732-24-6
- Gedenkstätte Buchenwald (Hg.), Harry Stein, Konzentrationslager Buchenwald 1937-1945, Begleitband zur ständigen historischen Ausstellung, Göttingen 1999, ISBN 3-89244-222-3
- David A. Hackett (Hg.), Der Buchenwald-Report, Bericht über das Konzentrationslager Buchenwald bei Weimar, München 1996, ISBN 3-406-41168-1
- Fernando Claudín, Die Krise der kommunistischen Bewegung. Von der Komintern zur Kominform. Band 1: Die Krise der Kommunistischen Internationale. Band 2: Der Stalinismus auf dem Gipfel seiner Macht. Aus dem Franz. übertr. von Friedrich Krabbe und Hans-Ulrich Laukat, Vorwort Jorge Semprún, Berlin (Olle und Wolter) 1977–1978; Bd. 1 ISBN 3-921241-23-5; Bd. 2 ISBN 3-921241-24-3